# Gaius Rusticelius Felix Afer
Gaius Rusticelius Felix Afer war ein römischer Koroplast, der in der römischen Kaiserzeit tätig war.
Er ist nur von einer Grabinschrift aus Rieti bekannt, die ihn als Sigillariarius, einen Verfertiger von Tonpuppen (Sigillaria), ausweist.